# Filip (Stawicki)
Filip, imię świeckie: Witalij Stefanowicz Stawicki (ur. 2 kwietnia?/14 kwietnia 1884 w Narodyczach, zm. 12 grudnia 1952 w Moskwie) – rosyjski biskup prawosławny.

## Życiorys
Był synem duchownego prawosławnego. Ukończył Wołyńskie Seminarium Duchowne (w Żytomierzu) oraz Moskiewską Akademię Duchowną z tytułem kandydata nauk teologicznych w 1910. W czasie studiów, 12 września 1908, złożył wieczyste śluby mnisze z imieniem Filip, po czym został wyświęcony na hieromnicha. Od 1910 do 1911 działał w eparchii czernihowskiej jako misjonarz zwalczający sekty. Następnie w identycznym charakterze pracował w eparchii kijowskiej, zamieszkując w Ławrze Pieczerskiej. W 1915 otrzymał godność archimandryty. W tym samym roku wyjechał do Nowego Jorku, gdzie kierował prawosławnym seminarium duchownym. 6 sierpnia 1916 w soborze św. Mikołaja w Nowym Jorku przyjął chirotonię biskupią z tytułem biskupa Alaski. Tytuł ten nosił do 1920, chociaż w 1917 wyjechał do Moskwy na Sobór Lokalny Rosyjskiego Kościoła Prawosławnego i nie wrócił już do Stanów Zjednoczonych. W 1918 został na krótko aresztowany, jednak zwolniono go bez postawienia zarzutów karnych.
Od kwietnia 1919 był locum tenens eparchii smoleńskiej i wiaziemskiej, zaś od 1920 - jej ordynariuszem (według innego źródła - od 1922). Na terenie eparchii zwalczał działalność Żywej Cerkwi. 12 maja 1922 został aresztowany w Smoleńsku pod zarzutem prowadzenia propagandy kontrrewolucyjnej oraz sprzeciwu wobec konfiskacie kosztowności cerkiewnych. Po zwolnieniu (na przełomie roku 1922 i 1923) duchowny wyjechał ze Smoleńska i zamieszkał w Pustelni Ordyńskiej. Chociaż nadal nosił tytuł biskupa smoleńskiego i był ordynariuszem eparchii, żył w tymże monasterze jako zatwornik. Od maja 1923 przebywał tamże w areszcie domowym, po czym został przewieziony do więzienia w Samarze, a następnie do moskiewskiego więzienia na Butyrkach. Skazany na zesłanie, przebywał do 1928 w obwodzie tulskim. Oficjalnie pozostawał do 1928 biskupem smoleńskim; w tym roku został przeniesiony na katedrę eparchię astrachańską. Zyskał tam znaczny autorytet wśród wiernych, kontynuował walkę z Żywą Cerkwią, przez co w 1929 został aresztowany pod zarzutem organizacji spisku duchowieństwa oraz agitacji kontrrewolucyjnej. Skazany na trzy lata zsyłki, do stycznia 1930 przebywał w więzieniu w Astrachaniu. Do 1931 przebywał we wsi Czukczino w Republice Komi. Na zesłaniu podjął pracę teologiczno-literacką, pisząc dla swoich dzieci duchowych pracę Droga, Prawda i Życie.
Aresztowany ponownie w czasie zsyłki, został w 1931 skazany ponownie na pięć lat zsyłki pod zarzutem grupowania wokół siebie duchowieństwa i zesłańców o "reakcyjnym nastawieniu". Do 1937 przebywał na zsyłce w obwodzie omskim. W lutym 1937 jego wyrok miał się zakończyć, został więc nominowany do objęcia katedry omskiej. Został jednak praktycznie natychmiast aresztowany, co uniemożliwiło mu jakąkolwiek działalność duszpasterską. Przebywał na zsyłce do 1940, po czym zezwolono mu na przeprowadzkę do Borisoglebska, gdzie zamieszkał u swoich sióstr. Pracował jako leśny stróż.
W listopadzie 1943 duchowny został wyznaczony do objęcia katedry irkuckiej, jednak na krótko przed wyjazdem z Moskwy, za sprawą delegacji wiernych eparchii astrachańskiej, patriarcha Sergiusz zgodził się skierować arcybiskupa Filipa ponownie do Astrachania. Zarządzając eparchią, duchowny doprowadził do otwarcia ponad 20 nowych parafii oraz do organizacji pierwszych placówek duszpasterskich w Stalingradzie. W 1948 otrzymał godność metropolity. W 1949 został locum tenens eparchii saratowskiej, jednak została ona jeszcze w tym samym roku przyłączona do eparchii astrachańskiej. Stąd tytuł hierarchy uległ zmianie na metropolita astrachański i saratowski.
Zmarł w 1952 wskutek wylewu krwi do mózgu. Został pochowany w soborze Opieki Matki Bożej w Astrachaniu.
W 1989 nałożone na niego w okresie stalinowskim wyroki sądowe uznano za bezpodstawne - został całkowicie zrehabilitowany.